# باولين بويل
باولين بويل (بالفرنسية: Paulin Puel)‏ (9 مايو 1997 بنيس في فرنسا - ) هو لاعب كرة قدم فرنسي في مركز الهجوم. شارك مع منتخب فرنسا تحت 19 سنة لكرة القدم. أما مع النوادي، فقد لعب مع نادي نيس.

## روابط خارجية
- باولين بويل على موقع قاعدة بيانات كرة القدم.إي يو (الإنجليزية)
- باولين بويل على موقع ليكيب (الفرنسية)
- باولين بويل على موقع Soccerway.com (الإنجليزية)
- باولين بويل على موقع عالم كرة القدم.نت (الإنجليزية)
- باولين بويل على موقع AS.com (الإسبانية)